# Fran Topić
Fran Topić (Zagreb, 20. ožujka 2004.) hrvatski je nogometaš koji igra na poziciji napadača. Trenutačno igra za Dinamo Zagreb.

## Klupska karijera

### Sesvete
Za Sesvete je debitirao 25. kolovoza 2021. u utakmici Hrvatskog nogometnog kupa u kojoj su Sesvete dobile petrinjsku Mladost na penale. U 2. HNL je debitirao 1. listopada kada su Sesvete izgubile 0:1 od Bijelog Brda.

### Dinamo Zagreb
U Dinamo Zagreb prešao je iz Sesveta u veljači 2022. Za prvu momčad debitirao je 8. travnja 2023. u utakmici HNL-a u kojoj je Lokomotiva Zagreb poražena 1:2.

### Rudeš (posudba)
Dana 29. kolovoza 2023. posuđen je Rudešu do 18. siječnja iduće godine. Za Rudeš je debitirao 2. rujna u utakmici HNL-a protiv Gorice od koje je Rudeš izgubio 0:2. Ligaški prvijenac postigao je 1. listopada kada je Rudeš izgubio 1:2 od Rijeke.

### Zrinjski Mostar
Zrinjski Mostar inicijalno je 28. lipnja 2024. doveo Topića iz Dinama na posudbu do kraja sezone. Topić je s Dinamom raskinuo ugovor 24. srpnja. Za Zrinjski je debitirao 1. kolovoza u kvalifikacijskoj utakmici za UEFA Konferencijsku ligu u kojoj je ljubljanski Bravo poražen 1:3. U Premijer ligi debitirao je 11. rujna i pritom postigao gol i asistenciju protiv dobojske Sloge koju je Zrinjski dobio 3:1.

### Povratak u Dinamo Zagreb
Topić se 13. lipnja 2025. vratio u Dinamo Zagreb.

## Reprezentativna karijera
Topić je nastupao za selekcije Hrvatske do 18, 19 i 21 godine.

## Priznanja

### Klupska
Dinamo Zagreb
- HNL (1): 2022./23.
- Hrvatski nogometni superkup (1): 2023.

## Vanjske poveznice
- Profil, Hrvatski nogometni savez
- Profil, Transfermarkt (engl.)